# Matongo (Mara)
Matongo è una circoscrizione mista (mixed ward) della Tanzania situata nel distretto di Tarime, regione del Mara. Conta una popolazione di 19 176 abitanti (censimento 2012).